# Jenni Hucul
Jenni Hucul, née le 17 mai 1988, est une bobeuse et athlète canadienne.

## Carrière
Elle remporte aux Championnats du monde de la FIBT 2008 à Altenberg la médaille d'argent en équipe mixte.
Elle pratique aussi l'athlétisme au niveau junior.

## Palmarès

### Championnats monde
- : médaillé d'argent en équipe mixte aux championnats monde de 2008.